# Anthony Teachey
Anthony Wayne Teachey (Goldsboro, Carolina del Norte, 27 de marzo de 1962) es un exjugador de baloncesto estadounidense. Con 2.06 de estatura, su puesto natural en la cancha era el de ala-pívot.

## Trayectoria
Teachey jugó cuatro temporadas con los Wake Forest Demon Deacons en la Atlantic Coast Conference de la División I de la NCAA. En su último año en el baloncesto universitario fue convocado a la preselección del equipo nacional estadounidense que se preparaba para competir en los Juegos Olímpicos de Los Angeles 1984, sin embargo quedó fuera del plantel que compitió en esa ocasión.
En el Draft de la NBA de 1984 fue seleccionado por los Dallas Mavericks, pero Teachey desistió de la idea de jugar en la NBA y, en su lugar, comenzó una carrera como profesional que lo llevó en los siguientes años por Italia, España y Francia.
En 1989 fichó con los La Crosse Catbirds de la CBA de los Estados Unidos, pero sólo actuó en 2 partidos con el equipo.
Cerró su carrera profesional jugando para Independiente de Neuquén de la Liga Nacional de Básquet de Argentina. Allí intervino en 3 partidos durante la temporada 1990.